# Harold Hardman
Harold Payne Hardman (Manchester, 4 de abril de 1882 - 9 de junho de 1965) foi um futebolista inglês. Atuando como meio-campista da Seleção Britânica de Futebol, foi campeão olímpico em Londres 1908. Décadas mais tarde, após encerrar a carreira de jogador, seria presidente do Manchester United.

## Carreira

### Em clubes ingleses
Após atuar em pequenos clubes na juventude, Hardman iniciou a a carreira no Campeonato Inglês de Futebol em 1900, pelo Blackpool, onde jogaria por três anos.
Em 1903, transferiu-se para o Everton, um dos grandes clubes da cidade de Liverpool. Pelos "Toffees", jogou de 1903 a 1908 e viveu seus melhores momentos, antes de ir para o Manchester United, onde atuaria apenas durante a temporada 1908-1909.
Harold Hardman atuou, ainda, por Bradford City (1909-1910) e Stoke City, de 1910 a 1913.

### Internacional
Fez parte da Seleção Britânica de Futebol, que conquistou o ouro nos Jogos Olímpicos de 1908 em Londres. Hardman disputou, também, quatro partidas pela Seleção Inglesa, entre 1905 e 1908, marcando um gol.

## Últimos anos e morte
Após o fim da carreira de jogador, tornou-se um administrador conhecido em Manchester e, mais tarde, foi o presidente do seu querido Manchester United de 1951 até sua morte em 1965, aos 83 anos.